# A8新媒體
A8電媒音樂，簡稱A8，(港交所：0800)，是香港上市公司，2008年6月12日上市。是網上多媒體內容供應商，B2C服務，開曼群島註冊，總部在廣東深圳市南山區科技園科園路1002號A8音樂大廈，香港地址灣仔港灣道道6-8號瑞安中心33樓3306-12室。

## 外部參考
- A8電媒音樂官方網址（页面存档备份，存于）
- A8電媒音樂配售及公開發售招股文件1（页面存档备份，存于）
- A8電媒音樂配售及公開發售招股文件2（页面存档备份，存于）